# Magyarország az 1992. évi téli olimpiai játékokon
Magyarország a franciaországi Albertville-ben megrendezett 1992. évi téli olimpiai játékok egyik részt vevő nemzete volt, hat sportág, összesen huszonkilenc versenyszámában tizenhárom férfi és tizenegy női, összesen huszonnégy versenyző képviselte. A magyar atléták nem szereztek érmet és pontot sem. Ez ugyanolyan, mint az előző, calgaryi olimpián elért eredmény.
Ez volt az első olimpia, amely előtt két magyar sportoló tett fogadalmat. Ez a megtiszteltetés a jégtáncpáros Engi Klárának és Tóth Attilának jutott. A nyitóünnepségen a magyar zászlót – immáron másodszor – Tóth Attila vitte.

## Eredményesség sportáganként
Az alábbi táblázat összefoglalja a magyar versenyzők szereplését. A sportág neve mögött zárójelben lévő szám jelzi, hogy az adott szakág hány versenyszámában indult magyar sportoló.
Az egyes oszlopokban előforduló legmagasabb érték vagy értékek vastagítással kiemelve.

Az olimpiai pontok számát az alábbiak szerint lehet kiszámolni: 1. hely – 7 pont, 2. hely – 5 pont, 3. hely – 4 pont, 4. hely – 3 pont, 5. hely – 2 pont, 6. hely – 1 pont.
| Sportág                        | Helyezések száma | Helyezések száma | Helyezések száma | Helyezések száma | Helyezések száma | Helyezések száma | Olimpiai pont | Indulók száma | Indulók száma | Indulók száma |
| Sportág                        |                  |                  |                  | 4.               | 5.               | 6.               | Olimpiai pont | Férfi         | Nő            | Össz.         |
| Alpesisí (8)                   | 0                | 0                | 0                | 0                | 0                | 0                | 0             | 4             | 2             | 6             |
| Biatlon (6)                    | 0                | 0                | 0                | 0                | 0                | 0                | 0             | 5             | 4             | 9             |
| Gyorskorcsolya (6)             | 0                | 0                | 0                | 0                | 0                | 0                | 0             | 1             | 1             | 2             |
| Műkorcsolya (2)                | 0                | 0                | 0                | 0                | 0                | 0                | 0             | 2             | 3             | 5             |
| Rövidpályás gyorskorcsolya (2) | 0                | 0                | 0                | 0                | 0                | 0                | 0             | 1             | 1             | 2             |
| Sífutás (5)                    | 0                | 0                | 0                | 0                | 0                | 0                | 0             | 1             | 1             | 2             |
|                                |                  |                  |                  |                  |                  |                  |               |               |               |               |
| Összesen                       | 0                | 0                | 0                | 0                | 0                | 0                | 0             | 13            | 11            | 24            |

## Alpesisí
Férfi
| Versenyző      | Versenyszám            | 1. futam | 1. futam | 2. futam      | 2. futam      | Összesítés    | Összesítés    |
| Versenyző      | Versenyszám            | Idő      | Hely.    | Idő           | Hely.         | Idő           | Helyezés      |
| -------------- | ---------------------- | -------- | -------- | ------------- | ------------- | ------------- | ------------- |
| Bónis Attila   | Műlesiklás             | 59,54    | 47.      | 59,48         | 37.           | 1:59,02       | 37.           |
| Bónis Attila   | Óriás-műlesiklás       | 1:13,98  | 55.      | nem ért célba | nem ért célba | kiesett       | kiesett       |
| Bónis Attila   | Szuperóriás-műlesiklás |          |          |               |               | 1:21,10       | 56.           |
| Kőszáli Pierre | Műlesiklás             | 1:00,66  | 50.      | nem ért célba | nem ért célba | kiesett       | kiesett       |
| Kőszáli Pierre | Óriás-műlesiklás       | 1:12,73  | 49.      | 1:10,63       | 42.           | 2:23,36       | 42.           |
| Kőszáli Pierre | Szuperóriás-műlesiklás |          |          |               |               | 1:21,45       | 57.           |
| Kristály Péter | Lesiklás               |          |          |               |               | 2:09,88       | 43.           |
| Kristály Péter | Műlesiklás             | 1:03,17  | 55.      | 1:04,89       | 43.           | 2:08,06       | 43.           |
| Kristály Péter | Óriás-műlesiklás       | 1:18,34  | 72.      | 1:16,04       | 56.           | 2:34,38       | 56.           |
| Kristály Péter | Szuperóriás-műlesiklás |          |          |               |               | 1:23,47       | 65.           |
| Tornay Balázs  | Műlesiklás             | 59,39    | 46.      | 1:01,13       | 39.           | 2:00,52       | 38.           |
| Tornay Balázs  | Óriás-műlesiklás       | 1:16,71  | 65.      | 1:13,00       | 49.           | 2:29,71       | 50.           |
| Tornay Balázs  | Szuperóriás-műlesiklás |          |          |               |               | nem ért célba | nem ért célba |

| Versenyző      | Versenyszám | Lesiklás | Lesiklás | Lesiklás | Műlesiklás | Műlesiklás | Műlesiklás | Műlesiklás | Műlesiklás | Műlesiklás | Műlesiklás | Összesítés | Összesítés |
| Versenyző      | Versenyszám | Lesiklás | Lesiklás | Lesiklás | 1. futam   | 1. futam   | 2. futam   | 2. futam   | Össz.      | Össz.      | Össz.      | Összesítés | Összesítés |
| Versenyző      | Versenyszám | Idő      | Pont     | Hely.    | Idő        | Hely.      | Idő        | Hely.      | Idő        | Pont       | Hely.      | Pont       | Helyezés   |
| -------------- | ----------- | -------- | -------- | -------- | ---------- | ---------- | ---------- | ---------- | ---------- | ---------- | ---------- | ---------- | ---------- |
| Kőszáli Pierre | Összetett   | 1:56,25  | 114,98   | 49.      | 55,79      | 25.        | 1:05,03    | 37.        | 2:00,82    | 111,59     | 32.        | 226,57     | 33.        |
| Kristály Péter | Összetett   | 2:00,42  | 157,49   | 56.      | 58,52      | 32.        | 1:01,61    | 32.        | 2:00,13    | 107,69     | 31.        | 265,18     | 37.        |

Női
| Versenyző       | Versenyszám            | 1. futam      | 1. futam      | 2. futam      | 2. futam      | Összesítés | Összesítés |
| Versenyző       | Versenyszám            | Idő           | Hely.         | Idő           | Hely.         | Idő        | Helyezés   |
| --------------- | ---------------------- | ------------- | ------------- | ------------- | ------------- | ---------- | ---------- |
| Bónis Annamária | Műlesiklás             | nem ért célba | nem ért célba | kiesett       | kiesett       | kiesett    | kiesett    |
| Bónis Annamária | Óriás-műlesiklás       | 1:17,37       | 42.           | 1:19,63       | 34.           | 2:37,00    | 34.        |
| Bónis Annamária | Szuperóriás-műlesiklás |               |               |               |               | 1:37,68    | 43.        |
| Gönczi Vera     | Műlesiklás             | 59,97         | 39.           | 55,36         | 32.           | 1:55,33    | 32.        |
| Gönczi Vera     | Óriás-műlesiklás       | 1:18,75       | 43.           | nem ért célba | nem ért célba | kiesett    | kiesett    |
| Gönczi Vera     | Szuperóriás-műlesiklás |               |               |               |               | 1:37,90    | 44.        |

## Biatlon
Férfi
| Versenyző                                          | Versenyszám      | Lövőhiba | Időeredmény | Helyezés |
| -------------------------------------------------- | ---------------- | -------- | ----------- | -------- |
| Farkas László                                      | 10 km sprint     | 2        | 31:43,6     | 82.      |
| Farkas László                                      | 20 km egyéni     | 8        | 1:10:54,3   | 83.      |
| Géczi Tibor                                        | 10 km sprint     | 1        | 28:15,5     | 38.      |
| Géczi Tibor                                        | 20 km egyéni     | 4        | 1:03:56,3   | 55.      |
| Mayer Gábor                                        | 10 km sprint     | 0        | 29:55,6     | 69.      |
| Panyik János                                       | 10 km sprint     | 3        | 30:13,0     | 73.      |
| Panyik János                                       | 20 km egyéni     | 8        | 1:08:37,7   | 78.      |
| Oláh István                                        | 20 km egyéni     | 7        | 1:09:08,6   | 80.      |
| Farkas László Géczi Tibor Mayer Gábor Panyik János | 4 × 7,5 km váltó | 2        | 1:32:50,7   | 15.      |

Női
| Versenyző                                        | Versenyszám      | Lövőhiba      | Időeredmény   | Helyezés      |
| ------------------------------------------------ | ---------------- | ------------- | ------------- | ------------- |
| Bereczki Brigitta                                | 7,5 km sprint    | 6             | 29:42,6       | 61.           |
| Bereczki Brigitta                                | 15 km egyéni     | 5             | 59:18,2       | 44.           |
| Bozsik Anna                                      | 7,5 km sprint    | 4             | 33:44,8       | 67.           |
| Bozsik Anna                                      | 15 km egyéni     | 10            | 1:05:47,0     | 66.           |
| Czifra Katalin                                   | 7,5 km sprint    | 3             | 32:04,4       | 65.           |
| Czifra Katalin                                   | 15 km egyéni     | nem ért célba | nem ért célba | nem ért célba |
| Holéczy Beatrix                                  | 7,5 km sprint    | 2             | 32:44,5       | 66.           |
| Holéczy Beatrix                                  | 15 km egyéni     | 4             | 1:02:56,4     | 58.           |
| Bereczki Brigitta Czifra Katalin Holéczy Beatrix | 3 × 7,5 km váltó | 3             | 1:31:31,1     | 16.           |

## Gyorskorcsolya
Férfi
| Versenyző      | Versenyszám | Eredmény | Helyezés |
| -------------- | ----------- | -------- | -------- |
| Madarász Csaba | 500 m       | 40,41    | 37.      |
| Madarász Csaba | 1000 m      | 1:20,58  | 41.      |
| Madarász Csaba | 1500 m      | 2:05,00  | 42.      |

Női
| Versenyző       | Versenyszám | Eredmény | Helyezés |
| --------------- | ----------- | -------- | -------- |
| Egyed Krisztina | 500 m       | 43,39    | 32.      |
| Egyed Krisztina | 1000 m      | 1:27,81  | 34.      |
| Egyed Krisztina | 1500 m      | 2:21,11  | 32.      |

## Műkorcsolya
| Versenyző       | Versenyszám | Rövid program     | Rövid program | Rövid program | Kűr               | Kűr   | Kűr         | Összesítés         | Összesítés |
| Versenyző       | Versenyszám | Több. hely. száma | Hely.         | Hely. pont.   | Több. hely. száma | Hely. | Hely. pont. | Helyezési pontszám | Helyezés   |
| --------------- | ----------- | ----------------- | ------------- | ------------- | ----------------- | ----- | ----------- | ------------------ | ---------- |
| Czakó Krisztina | Női egyéni  | 5×19+             | 19.           | 9,5           | 9×23+             | 23.   | 23,0        | 32,5               | 23.        |

| Versenyző                         | Versenyszám | Kötelező tánc 1   | Kötelező tánc 1 | Kötelező tánc 1 | Kötelező tánc 2   | Kötelező tánc 2 | Kötelező tánc 2 | Eredeti (original) tánc | Eredeti (original) tánc | Eredeti (original) tánc | Kűr               | Kűr   | Kűr         | Összesítés         | Összesítés |
| Versenyző                         | Versenyszám | Több. hely. száma | Hely.           | Hely. pont.     | Több. hely. száma | Hely.           | Hely. pont.     | Több. hely. száma       | Hely.                   | Hely. pont.             | Több. hely. száma | Hely. | Hely. pont. | Helyezési pontszám | Helyezés   |
| --------------------------------- | ----------- | ----------------- | --------------- | --------------- | ----------------- | --------------- | --------------- | ----------------------- | ----------------------- | ----------------------- | ----------------- | ----- | ----------- | ------------------ | ---------- |
| Engi Klára Tóth Attila            | Jégtánc     | 6×6+              | 6.              | 1,2             | 5×6+              | 6.              | 1,2             | 9×7+                    | 7.                      | 4,2                     | 7×7+              | 7.    | 7,0         | 13,6               | 7.         |
| Woodward Regina Szentpétery Csaba | Jégtánc     | 5×14+             | 15.             | 3,0             | 5×14+             | 15.             | 3,0             | 9×15+                   | 15.                     | 9,0                     | 7×14+             | 14.   | 14,0        | 29,0               | 14.        |

## Rövidpályás gyorskorcsolya
Férfi
| Versenyző        | Versenyszám | Előfutam | Előfutam | Negyeddöntő | Negyeddöntő | Elődöntő | Elődöntő | B döntő | B döntő | Döntő   | Döntő   | Helyezés |
| Versenyző        | Versenyszám | Idő      | Hely.    | Idő         | Hely.       | Idő      | Hely.    | Idő     | Hely.   | Idő     | Hely.   | Helyezés |
| ---------------- | ----------- | -------- | -------- | ----------- | ----------- | -------- | -------- | ------- | ------- | ------- | ------- | -------- |
| Kun Bálint Tibor | 1000 m      | 1:36,86  | 4.       | kiesett     | kiesett     | kiesett  | kiesett  | kiesett | kiesett | kiesett | kiesett | 25.      |

Női
| Versenyző      | Versenyszám | Előfutam | Előfutam | Negyeddöntő | Negyeddöntő | Elődöntő | Elődöntő | B döntő | B döntő | Döntő   | Döntő   | Helyezés |
| Versenyző      | Versenyszám | Idő      | Hely.    | Idő         | Hely.       | Idő      | Hely.    | Idő     | Hely.   | Idő     | Hely.   | Helyezés |
| -------------- | ----------- | -------- | -------- | ----------- | ----------- | -------- | -------- | ------- | ------- | ------- | ------- | -------- |
| Kaszala Tamara | 500 m       | 52,38    | 4.       | kiesett     | kiesett     | kiesett  | kiesett  | kiesett | kiesett | kiesett | kiesett | 24.      |

## Sífutás
Férfi
| Versenyző   | Versenyszám         | Eredmény | Helyezés |
| ----------- | ------------------- | -------- | -------- |
| Oláh István | 10 km               | 37:37,7  | 100.     |
| Oláh István | 15 km üldözőverseny | 54:49,2  | 85.      |

Női
| Versenyző   | Versenyszám         | Eredmény | Helyezés |
| ----------- | ------------------- | -------- | -------- |
| Bozsik Anna | 5 km                | 18:29,0  | 59.      |
| Bozsik Anna | 10 km üldözőverseny | 36:39,8  | 54.      |
| Bozsik Anna | 15 km               | 53:46,5  | 48.      |